# 11. kongres Občanské demokratické strany
11. kongres ODS se konal 15. října 2000 v Plzni.

## Dobové souvislosti a témata kongresu
Kongres byl pořádán jako mimořádný. Konal se krátce před krajskými volbami roku 2000 a senátními volbami roku 2000. Šlo o první celostátní volby, v nichž ODS obhajovala svou politiku praktikovanou po roce 1998, kdy v rámci takzvané opoziční smlouvy tolerovala jednobarevnou menšinovou vládu ČSSD. Menší středopravicové strany reagovaly na opoziční smlouvu a tendence ČSSD a ODS k proměně volebního systému s posílením většinových prvků utvořením aliance Čtyřkoalice, která se stala vážným rivalem ODS. Program kongresu byl podřízen volební kampani. Kongres označil nadcházející volby za významný střet o charakter státu. ODS se vymezila proti „socialistickým experimentům“ i takzvané „nezávislé politice“ a za hlavní volební slogan vybrala „volte hlavou i srdcem.“
Šlo o nevolební kongres, takže došlo jen k drobným personálním změnám (dovolba tří nových členů Výkonné rady v souvislosti s novou krajskou organizací strany).

## Personální složení vedení ODS po kongresu
- Dovolba Výkonné rady ODS – Jiří Červenka, Ivan Kosatík, Václav Nájemník[2]

Ostatní posty bez změn oproti předchozímu 10. kongresu ODS